# Kromsdorf
Kromsdorf är en ortsteil i staden Ilmtal-Weinstraße i Landkreis Weimarer Land i förbundslandet Thüringen i Tyskland. Kromsdorf var en kommun fram till den 1 januari 2019 när den uppgick i Ilmtal-Weinstraße. Kommunen Kromsdorf hade 1 449 invånare 2018.